# Сальник (кулінарія)

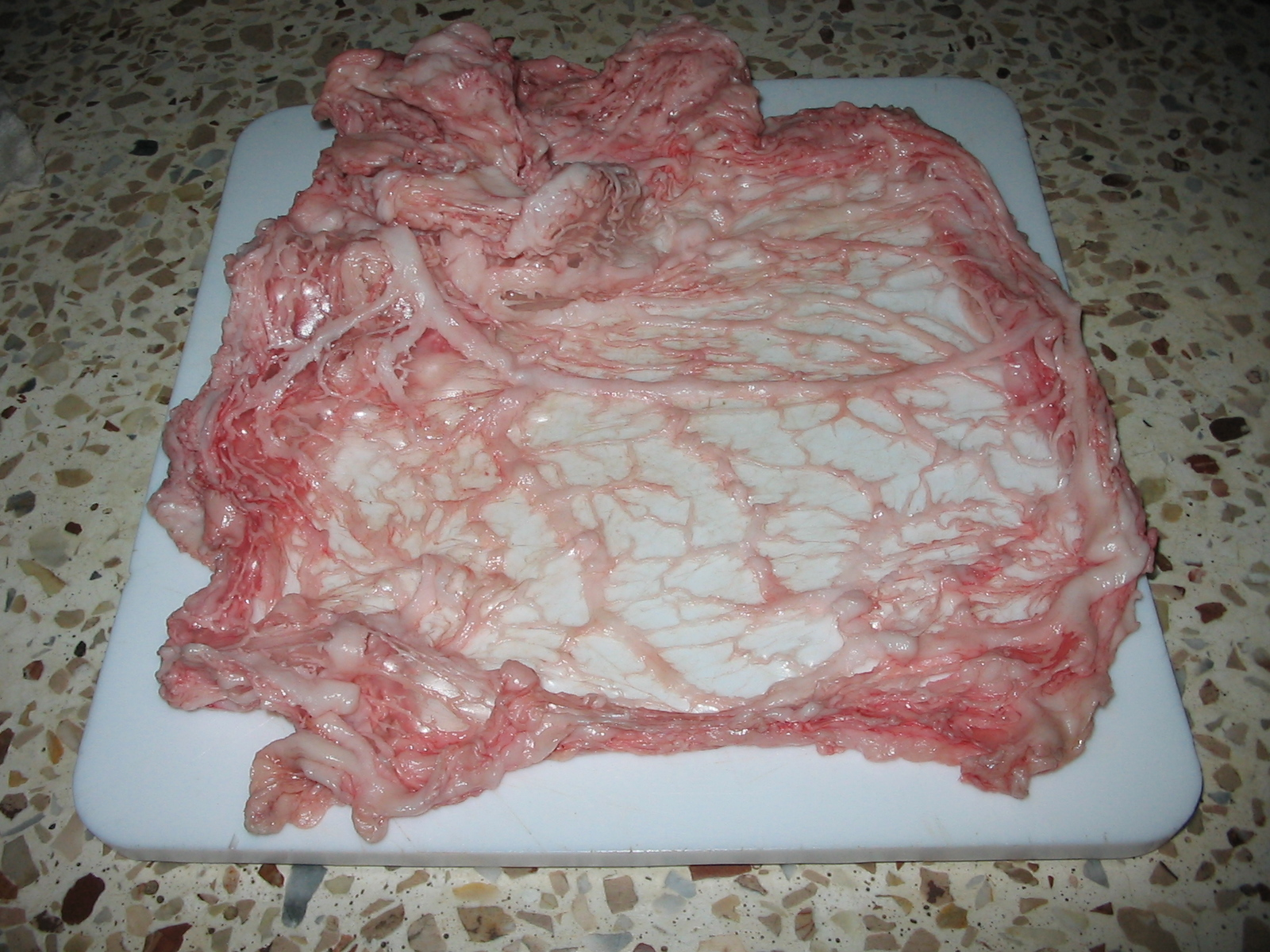
Свинячий чепець

Сальник — жирова складка (чепець, здір, жирова сітка) в очеревині вівці чи свині, що є захисним органом черевної порожнини, використовується в кулінарії для приготування різноманітних страв; запіканок з круп, паштетів, ліверу, м'яса тощо.